# Lin Chia-lung

Lin Chia-lung (2022)

Lin Chia-lung (chinesisch 林佳龍) (* 13. Februar 1964 in Taipeh) ist ein taiwanischer Politiker und seit Mai 2024 28. Außenminister der Republik China (Taiwan) im Kabinett Cho Jung-tai. Von 2014 bis 2018 war er Bürgermeister der Großstadt Taichung sowie von 2019 bis 2021 Minister für Verkehr und Kommunikation. Lin ist Mitglied der Demokratischen Fortschrittspartei.